# Hovstallet, Väpnargatan

Hovstallet kallas H.M. Konungens hovstalls byggnad belägen i kvarteret Kusen vid Väpnargatan 1 och Riddargatan 22, intill Kungliga Dramatiska teatern på Östermalm i Stockholm. Byggnaden invigdes 1894 av kung Oscar II. Kungliga Hovstallet är ett statligt byggnadsminne.

## Tillkomst

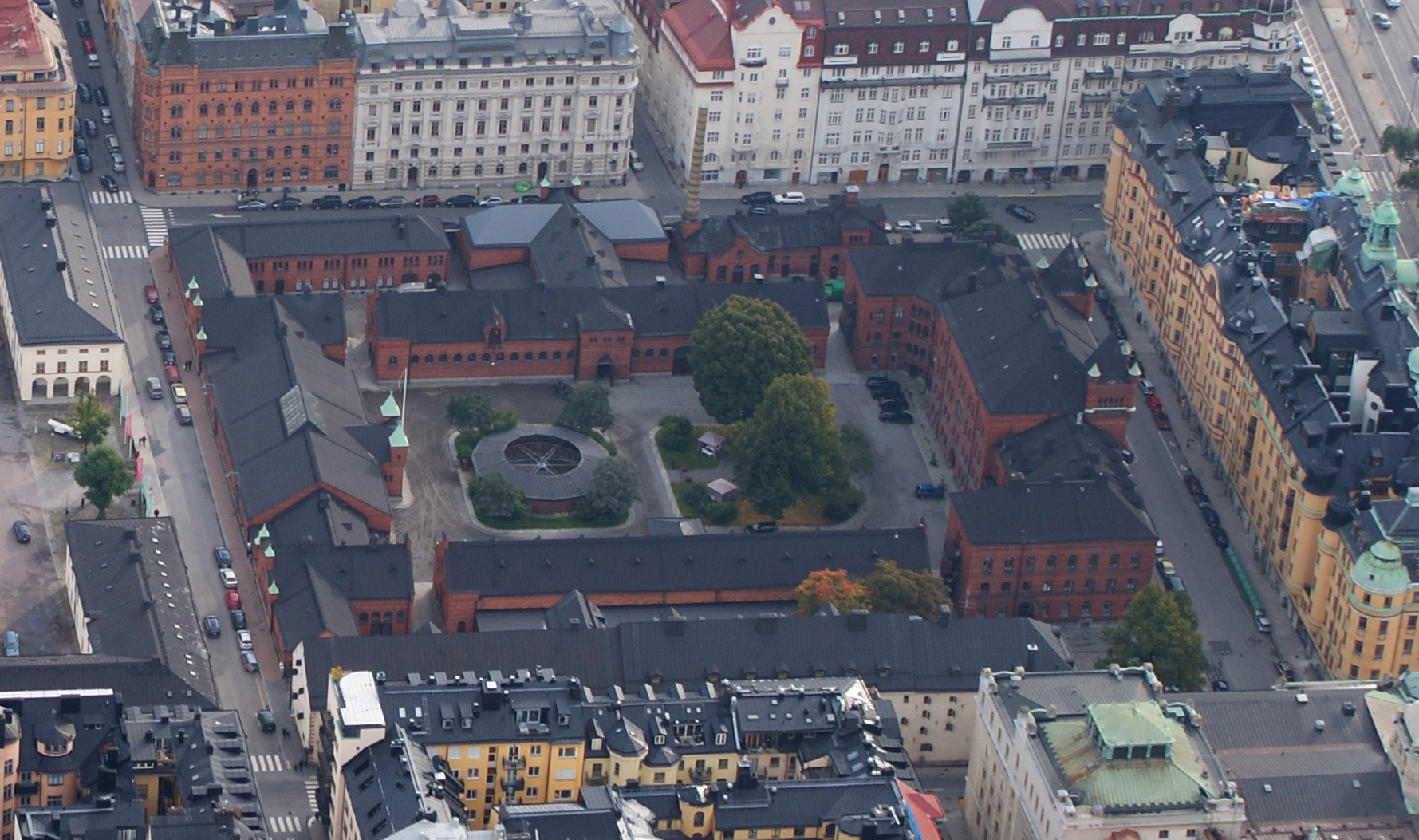
Hovstallet från luften i september 2012.

Hovstallet uppfördes mellan 1890 och 1894 efter ritningar av arkitekt Fritz Eckert vid Överintendentsämbetet med slottsarkitekten Ernst Jacobsson som byggledare.  Stallet ersatte Tessins gamla Hovstall på Helgeandsholmen. Eckert reste inför projektet på en studieresa till Tyskland och utarbetade successivt under arbetets gång alla detaljritningar som krävdes för projektet. Han skapade en borgliknande anläggning kring en stor innegård med en monumental portbyggnad. Tegelarkitekturen med sina toureller och rundbågar samt rött Börringetegel med mönstermurningar i svartglaserat tegel påminner om Stora Bryggeriet och Östermalms saluhall som byggdes ungefär samtidigt kring 1890-talet. Liksom för Östermalmshallens fasad hämtades Hofstallets tegel från Börringe. 
Rött oputsat tegel användes gärna i samband med byggnader för nya industrianläggningar som tillkom i slutet av 1800-talet. Byggnadens stomme var för tiden modern och delvis gjord av betong. Anläggningen omfattade totalt nio hus grupperade kring en öppen innergård och bestod i början av stall för 90 hästar och vagnshus för 160 åkdon samt ett 50-tal bostadslägenheter. Byggnaden väckte protester vid sin tillblivelse eftersom den avskärmade den tidigare öppna platsen framför Artillerigården, där Artillerimuseum och Hedvig Eleonora kyrka bildade fond, från Strandvägen och Nybroviken.
| ”                                                 | På Nybrokajen ligger ett tegelröse. Det har formen av en röd fruktansvärd byggnad, hvars ändamål ej ens den fyndigaste kan läsa i utstyrseln. Du gissar på ett slakteri, en straffanstalt, ett korrektionshus för arkitekter. Stirrande erfar du att den dystra tegelmassan är ämnad att hysa så graciösa företeelser som hofvets hästar. Stackars trafvare, om de ej ha tillräckligt stora skygglappar! | „ |
| – Verner von Heidenstam i Modern barbarism (1894) | |   |

## Nutiden
I Hovstallet återfinns i dag ett antal våningar disponerade av kungahuset. Bland annat förfogar Prinsessan Madeleine med familj över en lägenhet där.
Byggnaden är blåklassad av Stockholms stadsmuseum vilket innebär att det kulturhistoriska värdet anses motsvara fordringarna för byggnadsminne.

## I filmen "Fanny och Alexander"
Exteriören figurerar även i filmen Fanny och Alexander av Ingmar Bergman, där den föreställer det Ekdahlska huset.